# Miguel Cadilhe
Miguel José Ribeiro Cadilhe (ur. 10 listopada 1944 w Barcelos) – portugalski ekonomista, bankowiec, nauczyciel akademicki i polityk, w latach 1985–1990 minister finansów.

## Życiorys
Kształcił się w szkole średniej w miejscowości Póvoa de Varzim, w 1968 ukończył ekonomię na Uniwersytecie w Porto. Był nauczycielem akademickim na tej uczelni, na początku lat 80. kształcił się w London School of Economics. Między 1973 a 2001 z przerwami zawodowo związany z Banco Português do Atlântico. Był m.in. dyrektorem biura analiz ekonomicznych BPA, prezesem i dyrektorem w spółkach należących do grupy. W latach 1982–1985 był konsultantem organizacji gospodarczej Associação Industrial Portuense.
Związany z Partią Socjaldemokratyczną. W 1980 pełnił funkcję sekretarza stanu do spraw planowania. W latach 1985–1990 sprawował urząd ministra finansów w pierwszym i drugim rządzie Aníbala Cavaco Silvy. Powrócił następnie do sektora finansowego, w latach 1992–1996 zajmował stanowisko prezesa jednej z grup bankowych. W 1997 został członkiem rady doradczej banku centralnego, a w 2000 członkiem władz krajowych zrzeszenia ekonomistów Ordem dos Economistas. Od 2002 był przewodniczącym rady dyrektorów API, agencji do spraw inwestycji.
W latach 2015–2020 przewodniczył radzie kuratorów Uniwersytetu w Porto.
Autor licznych publikacji o tematyce ekonomicznej.

## Odznaczenia
- Krzyż Wielki Orderu Zasługi (1995)[6]
- Krzyż Wielki Orderu Krzyża Południa (1986)[1]